# Mauro Febbo
Mauro Febbo (Chieti, 5 ottobre 1958) è un politico italiano; è stato assessore comunale, presidente della provincia e assessore regionale. Dal 6 marzo 2019 al 21 ottobre 2020 ha ricoperto l'incarico di assessore alle attività produttive (industria, commercio e artigianato), turismo, cultura e spettacolo. Vive a Chieti, dove svolge la professione di ragioniere tributarista presso il suo studio privato. È sposato e ha una figlia.

## Attività politica
Sin da giovanissimo mostra una passione per la politica, militando dapprima nel movimento giovanile Fronte della Gioventù e tre anni più tardi nel Movimento Sociale Italiano, del quale diventerà dirigente comunale e provinciale.
Nel 1995 con la Svolta di Fiuggi aderisce ad Alleanza Nazionale entrando a far parte della segreteria regionale.

### Elezioni comunali (1993)
A seguito della vittoria alle elezioni comunali di Chieti del 1993, che ha visto eletto uno dei primi sindaci missini d'Italia, Nicola Cucullo, Febbo riceverà l'incarico di Assessore alle Finanze, al Patrimonio e al Personale. 

### Elezioni provinciali (1999)
Nel 1999 viene candidato a Presidente della Provincia di Chieti, sostenuto da una coalizione di centro-destra. Sfiora l'elezione già nel primo turno per poi realizzare la vittoria durante il turno di ballottaggio. 

### Elezioni regionali (2008)
Candidato al Consiglio regionale abruzzese nelle liste de Il Popolo della Libertà, risulta il primo degli eletti con 10 124 voti. Verrà nominato Assessore all'Agricoltura, Caccia e Pesca dal neo presidente della regione Giovanni Chiodi. Durante questa legislatura gli verrà affidato anche l’importante ruolo nazionale di Coordinatore della cabina di regia permanente, costituita dagli assessori regionali di tutte le regioni del Mezzogiorno.
Presiede il tavolo di coordinamento del Parco della Costa Teatina.

### Elezioni regionali (2014)
Pur vedendo sconfitta la coalizione di centro-destra, viene eletto consigliere regionale di opposizione per le liste di Forza Italia. Risultando nuovamente tra i più suffragati della coalizione, riceve l'incarico di Presidente della Commissione di Vigilanza.

### Elezioni regionali (2019)
Alle regionali del 2019 il candidato della coalizione Marco Marsilio vince con il 48% dei voti validi e Febbo con 5 553 preferenze viene rieletto. Dal 6 marzo 2019 al 21 ottobre 2020 ha ricoperto l'incarico di assessore alle attività produttive (industria, commercio e artigianato), turismo, cultura e spettacolo.

## Altre notizie
Nel 2014 un sondaggio condotto dal quotidiano Il Centro incorona Mauro Febbo come "Sindaco Ideale" per la città di Chieti. Con più di ventimila schede supera il secondo classificato Luigi Febo (per il centrosinistra) e il terzo classificato Umberto Di Primio, l'allora sindaco uscente del centrodestra.